# Taekwondo nos Jogos Olímpicos de Verão da Juventude de 2014 - +63 kg femininos
As provas de Taekwondo +63 kg femininos nos Jogos Olímpicos de Verão da Juventude de 2014 decorreram a 21 de Agosto no Centro Internacional de Exposições de Nanquim em Nanquim, China. A norte-americana Kendall Yount conquistou o Ouro, Umida Abdullaeva do Uzbequistão ganhou a Prata e o Bronze foi repartido entre chinesa Li Chen e a ucraniana Yuliia Miiuts.

## Medalhistas
| Ouro   | USA Kendall Yount             |
| Prata  | UZB Umida Abdullaeva          |
| Bronze | CHN Li Chen UKR Yuliia Miiuts |

## Resultados das finais
Nota: Os semi-finalistas derrotados ganham ambos o Bronze.
|  | Semifinal            | Semifinal         |   |  | Final                | Final |  |
|  |                      |                   |   |  |                      |       |  |
|  |                      |                   |   |  |                      |       |  |
|  | UZB Umida Abdullaeva | 1                 |   |  |                      |       |  |
|  | CHN Li Chen          | 0                 |   |  |                      |       |  |
|  |                      |                   |   |  |                      |       |  |
|  |                      |                   |   |  |                      |       |  |
|  |                      |                   |   |  | UZB Umida Abdullaeva | 2     |  |
|  |                      | USA Kendall Yount | 4 |  |                      |       |  |
|  |                      |                   |   |  |                      |       |  |
|  |                      |                   |   |  |                      |       |  |
|  |                      |                   |   |  |                      |       |  |
|  |                      |                   |   |  |                      |       |  |
|  | UKR Yuliia Miiuts    | 4                 |   |  |                      |       |  |
|  | USA Kendall Yount    | 9                 |   |  |                      |       |  |